# Гвалица
Гвалица, гвала, пелет или избљувак представља компактну куглицу која се састоји од несваривих делова плена, попут костију, зуба, крзна и перја коју сажима и избацује сова 18—24 часа након храњења. Избацивање се углавном одвија на регуларним местима на којима птица проводи време, па се често на тим местима могу наћи десетине куглица. Биолози често испитују ове куглице како би открили квантитет и тип плена којим се птица хранила.